# Sittensen
Sittensen (plattdeutsch Zittens) ist eine Gemeinde und der Verwaltungssitz in der gleichnamigen Samtgemeinde Sittensen im Landkreis Rotenburg (Wümme) in Niedersachsen.

## Geografie
Sittensen liegt in der Zevener Geest im Süden der Samtgemeinde umgeben von den Gemeinden Klein und Groß Meckelsen, Lengenbostel, Tiste und Vierden. Südlich grenzen die Gemeinde Hamersen und die Samtgemeinde Fintel mit den Gemeinden Helvesiek und Stemmen an, im Norden die Gemeinden Wohnste und Vierden. Durch Sittensen verläuft der Fluss Oste, der in der früheren Ortsmitte eine Wassermühle angetrieben hatte. An dieser Stelle staut sich der Fluss auf und bildet den Mühlenteich, der von einem kleinen Park umgeben ist.

### Nachbargemeinden
| Bremervörde 40 km       | Stade 40 km                                 | Buxtehude 28 km      |
| Zeven 17 km             | Kompassrose, die auf Nachbargemeinden zeigt | Tostedt 16 km        |
| Rotenburg (Wümme) 23 km | Scheeßel 13 km                              | Schneverdingen 32 km |

## Geschichte
Sittensen wurde als Chessinhusen 1020 erstmals erwähnt in einer Urkunde des Bistums Verden. Das Land war viel früher besiedelt. Es wird angenommen, dass die ersten Siedlungen bereits im frühen Mittelalter zwischen Sittensen und Klein Meckelsen entstanden sind, genaue Daten sind jedoch nicht bekannt. Am Westrand des Ortes befindet sich der Königshof Sittensen, eine Wallburg des 9. Jahrhunderts.
Der historische Dorfkern Sittensens befindet sich im heute südlichen Teil des Ortes, wo sich der Marktplatz, die St.-Dionysius-Kirche sowie die alte Wassermühle befinden, die im 16. Jahrhundert erbaut wurde. Seit jener Zeit hat sich der Ortsmittelpunkt vom ursprünglichen Kern wegentwickelt, zeigt sich dort jedoch noch in seinem historischen Bild. Die Landwirtschaft war bis zum Zweiten Weltkrieg der Hauptarbeitgeber der Handwerker und anderer Gewerbe in der Börde Sittensen. Die Torfwerke Tiste mussten in den Inflationsjahren Konkurs anmelden. Die Sittenser Kaufmannschaft schloss sich 1926 zu einer Wach- und Schließgesellschaft zusammen.

### NS-Zeit
Bereits vor der Machtergreifung 1933 hatten die Nazis den Hannoverschen Landbund, die stärkste Interessenvertretung der Bauern, massiv unterwandert. Der stellvertretende NSDAP-Gauleiter für den Gau Ost-Hannover (1933), Georg Weidenhöfer war bis 1933 auch Klostergutspächter in Burg Sittensen sowie ab 1922 Vorsitzender des Kreislandbundes Zeven.
Bei der Reichstagswahl 1930 stimmten 53,1 % für die Deutsch-Hannoversche Partei der Welfen und nur 3,0 % für die NSDAP. Deren Anteil wuchs jedoch rapide von 22,3 % bei den Reichstagswahlen vom 5. November 1932 auf 49,3 % bei der Machtergreifung am 30. Januar 1933 an.
Aus der Kochschule in Sittensen, deren Aufgaben ab 1933 die NS-Frauenschaft übernahm, wurde 1932 eine Jugendherberge. Durch Arbeitsbeschaffungsmaßnahmen wurden von 1930 bis 1932 die Ramme begradigt und deren Talaue eingeebnet, um bessere Wiesen zu erhalten. Mit den Notstandsarbeiten kamen auch Kommunisten aus den Städten und deren Gedankengut in die Börde Sittensen. Sie erhielten 1932 allerdings nur 3 % der Wählerstimmen. Am Abend der Machtergreifung zog erstmals eine aus den umliegenden Dörfern zusammengezogene SA-Einheit mit einem Fackelzug durch Sittensen. Die Schulchroniken von Kalbe und Klein Meckelsen zeigen, wie euphorisch Hitler als „Retter“ begrüßt wurde.
Der Bau der Autobahn Hamburg-Bremen von 1934 bis 1937, hatte die Abfahrt Sittensen, inklusive Tankstelle und Raststätte und begünstigte die Ansiedlung von Industrie- und Gewerbebetrieben.
Bereits zum Herbstmarkt 1935 setzte die NSDAP im Gemeinderat durch, dass an den Ortseingängen Schilder „Juden zum Markt in Sittensen unerwünscht“ angebracht wurden. Allerdings gab es in der Börde Sittensen so gut wie keine Juden. 1933 begann auch in Sittensen die Verfolgung Andersdenkender. Ein Fall, der überregional Aufmerksamkeit erregte, war der des KPD-Mitglieds, Franz Berg (geb. 19. Oktober 1927) aus Kempen. Er wurde im Februar 1935, zusammen mit 25 weiteren KPD-Mitgliedern, wegen Hochverrats zu fünf Jahren Zuchthaus verurteilt und zu einem Außenkommando zum Torfabbau auf Burg Sittensen eingeteilt. Mit zwei anderen Häftlingen unternahm er einen Fluchtversuch, der jedoch scheiterte.
Ab 1937 wurde die Organisation des Luftschutzes auch in Sittensen besonders vorangetrieben. Nach dem Polenfeldzug wurde in der Börde 20 bis 30 polnische und ukrainische Kriegsgefangene für landwirtschaftliche Arbeiten und zum Torfgraben in Kl. Meckelsen eingesetzt.  Das Hauptlager für die Kriegsgefangenen war das „Russen-Lager“, Stammlager X B, in Sandbostel. Da die Börde im Einflugbereich der britischen Bomber lag, richtete man in Kl. Meckelsen in der Feldmark „Osteau“ eine Flugbeobachtungsstation ein. Bis Kriegsende gab es 362 Kriegstote aus der Börde Sittensen. Am 20. April 1945 besetzten britische Truppen Sittensen. In Wohnste kam es zu Racheakten von polnischen und russischen Zwangsarbeitern, denen ein SS-Angehöriger und ein NSDAP-Zellenleiter zum Opfer fielen.

### Nachkriegszeit
Die Gemeinde Sittensen entstand 1960 per Gesetz als Zusammenschluss der Gemeinden Groß Sittensen und Klein Sittensen.
In der jüngeren Geschichte hat Sittensen insbesondere durch eher negative Medienpräsenz an Bekanntheit gewonnen. So gab es in den 1990er Jahren Schlagzeilen um eine erhöhte Rate von Leukämie-Erkrankungen bei Kindern in Sittensen. Ein ähnlicher Fall in der Gemeinde Tespe im Landkreis Harburg wurde auf eine erhöhte Strahlenbelastung durch das Kernkraftwerk Krümmel und das GKSS-Forschungszentrum Geesthacht zurückgeführt, was für Sittensen jedoch nicht zutreffen konnte. Gutachten, die von der Universität Bremen angefertigt wurden, begründeten die Fälle mit einem defekten Röntgengerät, waren letztlich aber nicht schlüssig.
Ein weiterer Aufsehen erregender Vorfall ereignete sich in der Nacht zum 5. Februar 2007, als im China-Restaurant „Lin Yue“ sieben Menschen erschossen aufgefunden wurden.
Darüber hinaus fand im Jahr 2008 ein Brandanschlag auf einen muslimischen Gebetsraum statt. Die Täter, die am gleichen Abend über die Gründung eines NPD-Ortsvereines in Sittensen sprachen, gehörten zur rechtsextremen Szene.
Im Jahr 2010 fand in Sittensen ein Überfall auf einen Rentner statt. Ein Täter wurde von dem Rentner erschossen. Die Angehörigen des erschossenen Täters verklagten daraufhin den Rentner. Lange Zeit sorgte der Überfall und die Anklage vor Gericht in zahlreichen überregionalen Medien immer wieder für Schlagzeilen. Auf Betreiben der Familie des Räubers wurde der Rentner des Totschlags angeklagt. Am 23. April 2014 begann der Prozess vor dem Landgericht Stade, am 27. Oktober 2014 wurde der Rentner wegen Totschlags zu einer Gefängnisstrafe von neun Monaten auf Bewährung verurteilt. Sowohl die Staatsanwaltschaft als auch die Verteidigung legten dagegen Revision ein. Der Bundesgerichtshof wies die Revisionen jedoch zurück.

### Religion
In Sittensen besteht eine evangelisch-lutherische Gemeinde (St.-Dionysius-Kirche), der die meisten konfessionell gebundenen Bürger angehören, sowie eine Gemeinde der Selbständigen Evangelisch-Lutherischen Kirche  (Christuskirche) und eine freie evangelische Gemeinde; daneben noch eine geringe Anzahl von Zeugen Jehovas und von Gläubigen des Islam. Die Katholiken des Ortes gehören zur Herz-Jesu-Gemeinde in Tostedt.

## Politik

### Gemeinderat
Der Rat der Gemeinde Sittensen setzt sich aus 17 Mitgliedern zusammen. Die Ratsmitglieder werden durch eine Kommunalwahl für jeweils fünf Jahre gewählt.
Bei den vergangenen Gemeinderatswahlen ergaben sich folgende Sitzverteilungen:
| Partei / Liste | 2021 | 2016 |
| SPD            | 7    | 8    |
| CDU            | 6    | 5    |
| Grüne          | 2    | 2    |
| WFB*           | 1    | 1    |
| FDP            | 1    | 1    |
| Gesamt         | 17   | 17   |

* Wählergemeinschaft Freier Bürger Sittensen

### Bürgermeister
Bürgermeister ist Diedrich Höyns (SPD). Er wurde in der Ratssitzung am 4. November 2021 gewählt.

### Wappen
Das Wappen der Gemeinde ist längs zweigeteilt. Auf der nichtheraldisch linken Seite findet sich eine Heiligengestalt (der heilige Dionysius) auf rotem Grund, auf der nichtheraldisch rechten Seite die St.-Dionysius-Kirche des Ortes auf einer grünen Fläche und einem silbernen Flusslauf (die hier fließende Oste).

## Kultur und Sehenswürdigkeiten
- Wohn- und Wirtschaftsgebäude Am Markt 10 von um 1900 in Backstein; heute Gemeindehaus der Ev.-luth. Christusgemeinde
- Moorbahn Burgsittensen
- Freilichtbühne Königshof – Schauplatz plattdeutschen Laientheaters

### Museen

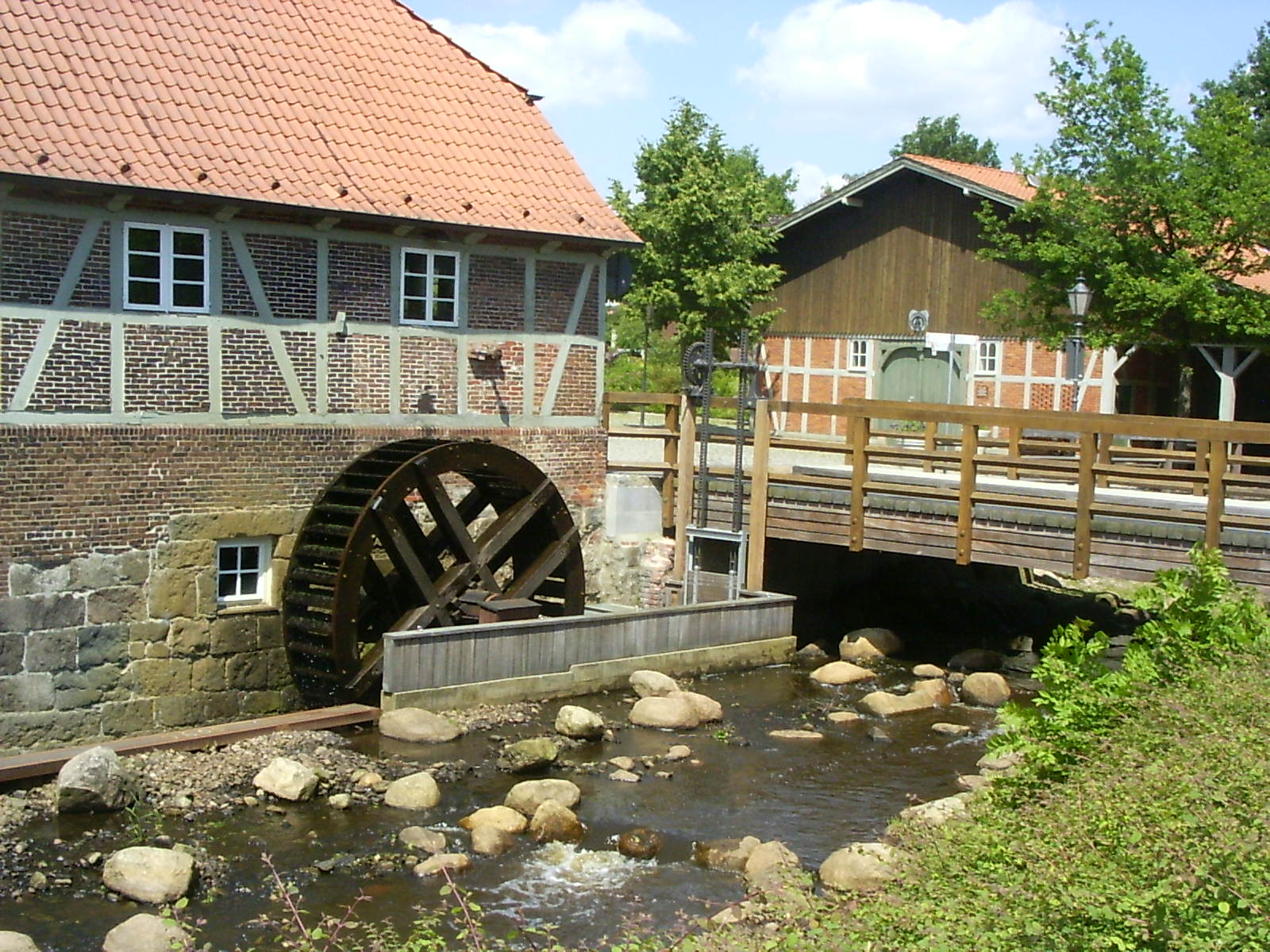
Wassermühle

- Heimathaus Sittensen mit Backhaus, Speicher und Schafstall
- Wassermühle mit Handwerkermuseum, Schmiede und Stellmacherei

### Naturdenkmäler
Das Hochmoor und Naturschutzgebiet Ekelmoor mit dem NSG Tister Bauernmoor und einem Aussichtsturm

### Sport
- Reitclub Königshofer Heide Sittensen
- Golf Club Königshof Sittensen
- VfL Sittensen
- Reitverein Sittensen

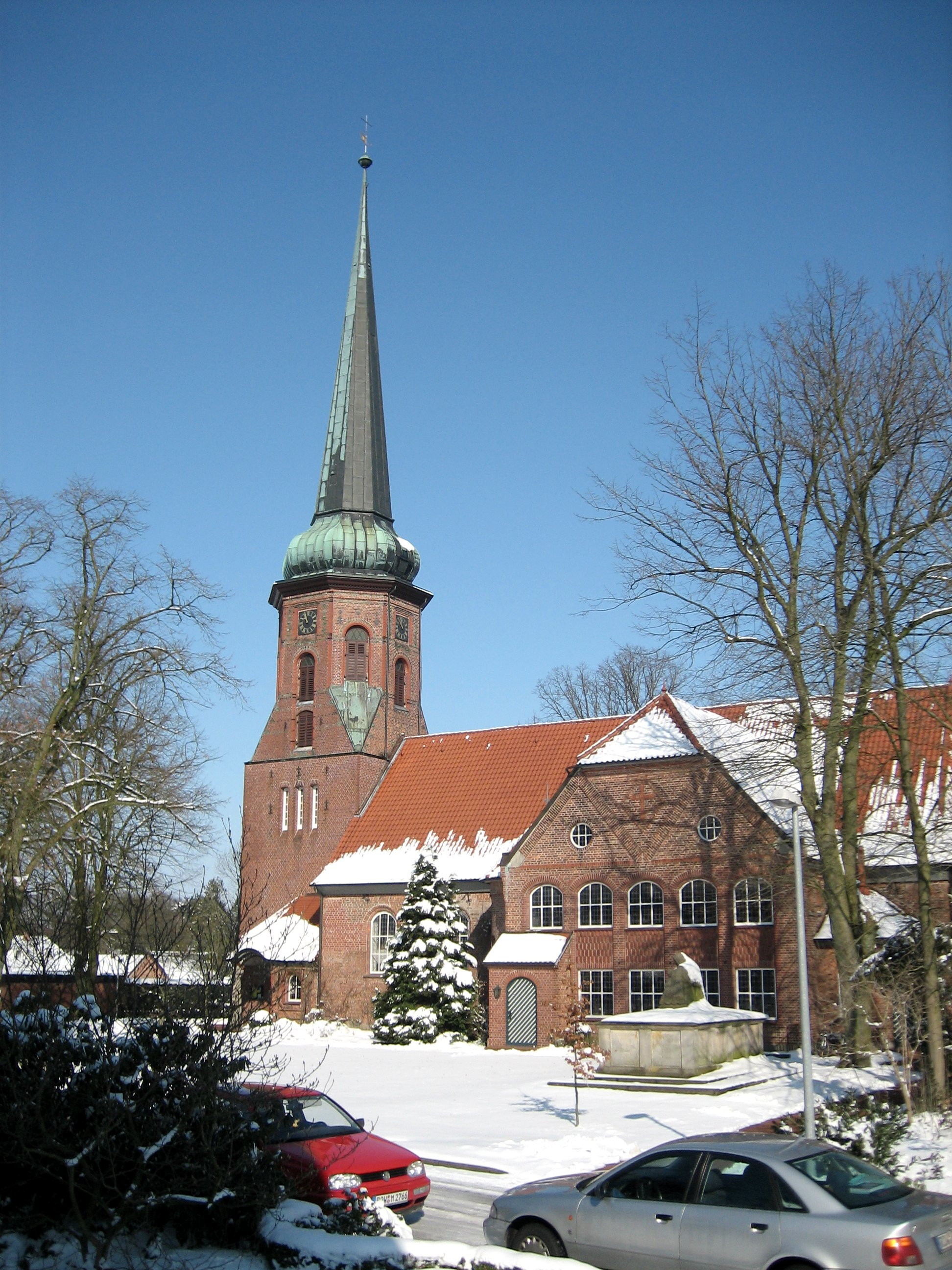
St.-Dionysius-Kirche im März 2006
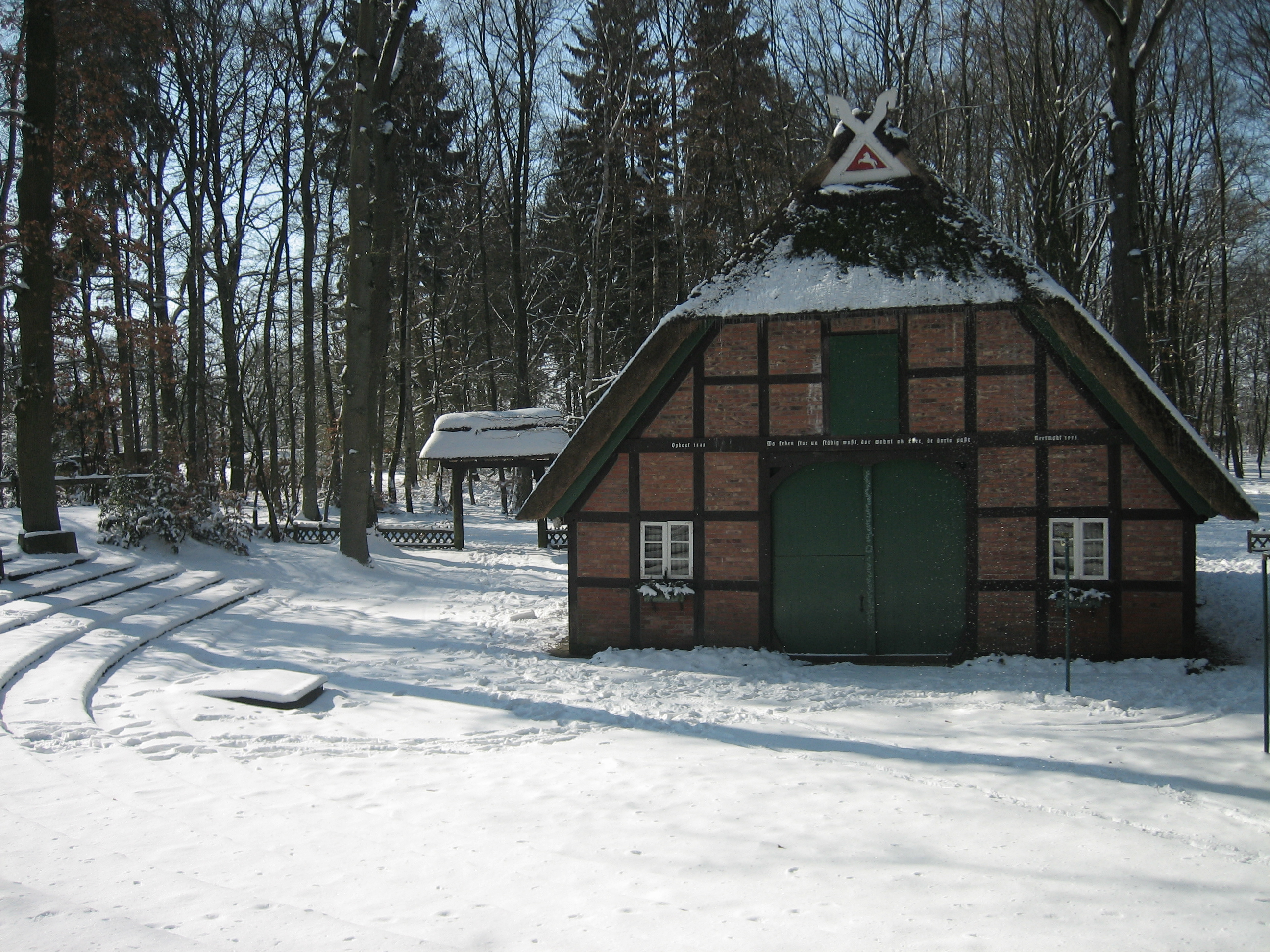
Die Freilichtbühne „Königshof“
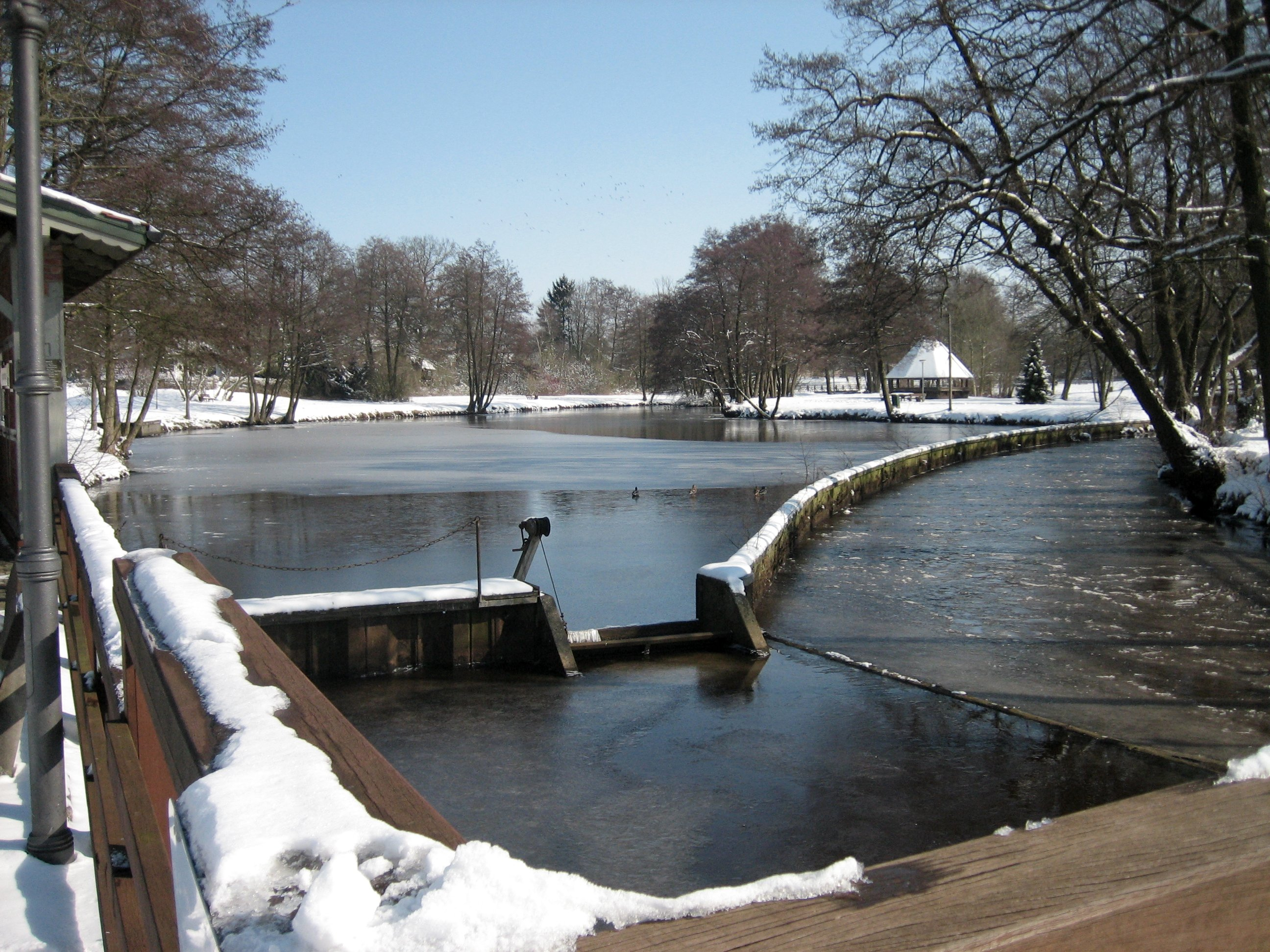
Sittenser Mühlenteich

## Verkehr

### Schiene
Der Bahnhof Sittensen liegt an der Bahnstrecke Wilstedt–Tostedt, die jedoch nicht im SPNV befahren wird. Der nächste Bahnhof mit Personenverkehr befindet sich in Tostedt.

### Straße
Durch die Gemeinde verläuft die Bundesautobahn 1 mit der Anschlussstelle 47 Sittensen, die Sittensen an das überregionale Verkehrsnetz anschließt.

## Persönlichkeiten
- Ludwig Otto Ehlers (1805–1877), evangelisch-lutherischer Pastor, Kirchenrat und Superintendent
- Johann Jakob Hoops (1840–1916), Bremer Pädagoge
- Hans Helmers (1894–1982), Politiker (DVP, NSDAP, DP)
- Hans Heinrich Seedorf (1923–2020), Geograph und Historiker
- Wilhelm Brunkhorst (1936–2007), Kommunalpolitiker (CDU)
- Georg Hauser (1946–2024), Archäologe
- Wolfgang Schilling (1955–2018), Fußballspieler